# Donny Toia
Donny Toia (bürgerlich Donald Austin Toia; * 28. Mai 1992 in Tucson, USA) ist ein US-amerikanischer Fußballspieler, der derzeit ohne Klub ist.

## Werdegang

### Vereinskarriere
Nach der fußballerischen Ausbildung an der Tucson Soccer Academy spielte Toia zunächst in der Jugendakademie des MLS-Franchise Real Salt Lake. Toia konnte sich dort gut entwickeln und für eine Verpflichtung empfehlen, weshalb er 2011 von Real Salt Lake als erster Homegrown Player in der Geschichte des Franchise verpflichtet wurde. In der Saison 2011 kam er für Real Salt Lake allerdings nicht zum Einsatz.
Mangels Einsatzperspektiven bei Real Salt Lake löste das Franchise den Vertrag mit Toia ohne einen einzigen Einsatz Anfang 2012 auf. Toia wechselte daraufhin in die USL Premier Development League zum FC Tucson. Beim FC Tucson konnte er erneut auf sich aufmerksam machen, wurde in der Saison 2012 15-mal eingesetzt und erzielte fünf Ligaspieltore, was für einen Abwehrspieler eine sehr gute Torquote bedeutet.
2013 wechselte Toia dann in die United Soccer League, der dritthöchsten Liga im nordamerikanischen Fußball-Ligensystem, zum Phoenix FC. Er wurde als Stammspieler regelmäßig eingesetzt und spielte in der Saison 2013 24-mal für Phoenix; dabei gelangen ihm sechs Tore. Durch seine Leistungen wurden die Franchises der MLS auf Toia aufmerksam.
So verpflichteten die Chivas USA Toia für die Saison 2014. Auch hier setzte er sich als Stammspieler durch und kam bis zum Saisonende auf 27 Einsätze in der Liga. Das Franchise wurde nach der Saison 2014 allerdings aufgelöst, sodass Toia erneut seinen Club wechseln musste.
Aus diesem Grund spielt er in der Saison 2015 für Montreal Impact. Bereits im ersten Ligaspiel für die Kanadier, am 4. April gegen Houston Dynamo, wurde Toia von Beginn an eingesetzt. Außerdem absolvierte er alle Spiele von Impact in der K.-o.-Runde der CONCACAF Champions League 2014/15, in der Montreal das Finale erreichte.
Nach der Saison 2016 wurde Toias Vertrag nicht verlängert, wodurch seine Zeit bei Montreal Impact nach 48 Ligaspielen (ein Tor) endete. Er wurde von Atlanta United im Rahmen des Expansion Draft ausgewählt und unmittelbar an Orlando City transferiert. Sein erstes Spiel absolvierte Toia am 5. März 2017 im Spiel gegen den New York City FC.
Im Dezember 2018 wechselte er ablösefrei zu Real Salt Lake und spielte dort auch für neun Monate auf Leihbasis in deren Ausbildungsverein, den Real Monarchs. Im Januar 2022 wurde sein Vertrag in Salt Lake City nicht verlängert. Im Sommer desselben Jahres unterschrieb er erneut nach längerer Zeit ohne Vertrag in seiner Heimatstadt beim FC Tucson.

### Nationalmannschaft
Toia absolvierte drei Spiele für die U-18- und 2011 ein Spiel für die U-20-Nationalmannschaft der USA. Danach wurde er bislang für keine weiteren Einsätze eines Nationalteams berücksichtigt.